# کامن-موکدیکین
کامن-موکدیکین (انگلیسی: Kamen-Mukdykyn) یک جزیره در استان ماگادان کشور روسیه است.